# Подільський район (Одеська область)
Подільський район — район Одеської області в Україні, утворений 2020 року. Адміністративний центр — місто Подільськ.

## Історія
Район створено відповідно до постанови Верховної Ради України № 807-IX від 17 липня 2020 року. До його складу увійшли: Ананьївська, Балтська, Кодимська, Подільська міські, Зеленогірська, Любашівська, Окнянська, Савранська, Слобідська селищні, Долинська, Куяльницька, Піщанська сільські територіальні громади.
Раніше територія району входила до складу територій:
- міста обласного підпорядкування Подільськ;
- Подільського району (поділ 1923—2020);
- Ананьївського району;
- Балтського району;
- Кодимського району;
- Любашівського району;
- Окнянського району;
- Савранського району;
- Олександрівської сільської ради Ширяївського району, що разом з Долинською сільською радою Ананьївського району ввійшли до складу Долинської територіальної громади[1].

### Передісторія земель району

#### Імперське минуле
До кінця XVIII століття територією сучасного району, річками Кодима та Ягорлик, проходила межа Речі Посполитої та Османської імперії. Південно-східна частина району, що належала до Ханської України (Єдисану) була приєднана до Російської імперії в 1791 році за умовами Ясського мирного договору. Північно-західна частина приєднана до Російської імперії в результаті Другого поділу Речі Посполитої у 1793 році. Надалі, колишній державний кордон відповідав межі між Подільською та Херсонською губерніями, з різницею у передачі Подільській губернії південної частини та передмістя Балти, на правому березі Кодими. 2 з міст району були центрами повітів. Балта — Балтського повіту Подільської губернії, Ананьїв — Ананьївського повіту Херсонської губернії. Кожен перевищував за площею сучасний Подільський район, однак вони не охоплювали повністю його територію. Південно-західну частину району (південь Окнянської громади) охоплював Тираспольський повіт.

#### Українська революція
Після Лютневої революції у складі Російської Республіки (проголошена 14 вересня 1917).
З листопада 1917 р. у складі Української Народної Республіки. (Проголошена 7 листопада 1917 року, після більшовицького жовтневого перевороту, як автономна республіка у складі Російської республіки). За УНР територія району входила до складу регіону Подністров'я.
22 січня 1918 р. проголошено незалежність УНР (після початку українсько-радянської війни).
З початку лютого 1918 р. під владою більшовиків. (У результаті наступу Червоної гвардії).
З першої половини березня 1918 р. знову в складі УНР. (В результаті отримання УНР воєнної підтримки з боку Австро-Угорщини, після укладення нею мирного договору з Центральними державами).
Після державного перевороту 29 квітня 1918 р. у складі Української Держави.
З грудня 1918 р. знову в складі УНР. (В результаті усунення від влади гетьмана Павла Скоропадського, після поразки Центральних держав у Першій світовій війні).
З кінця березня 1919 р. — у складі Української Радянської Соціалістичної Республіки. (В результаті наступу Червоної армії).
В першій половині вересня 1919 знову в складі УНР.
З середини вересня 1919 р. під владою Білого Півдня Росії.
З лютого 1920 р. знову в складі УРСР, а з утворенням Радянського Союзу 30 грудня 1922 р. — в його складі.
Навесні 1920 року на теренах району відбувалось Ананьївське повстання проти більшовиків та за повернення Української державності.

## Географія
Район знаходився на півночі Одеської області України, у межах Дністровсько-Дніпровської північностепової фізико-географічної провінції. Територія району лежить на південних відрогах Подільської височини, піднятій горбкуватій Балтській алювіально-дельтовій рівнині, на вододілі між басейнів рік Дністер і Південний Буг. Абсолютні висоти коливаються від 100—160 м на південному сході до 270—280 м на північному заході. У районі сильно розвинуті ерозійні процеси, поверхня рівнинна, розчленована глибокими (до 80—100 м) долинами, балками та ярами.
Гідрографічна мережа району представлена річками Південний Буг, Кодима, Зозулька, Саражинка, Саврань з притокою Яланець, Ягорлик з притоками Сухий Ягорлик (з притокою Вижна) і Тростянець; Тилігул та його притока Журівка; Великий Куяльник та його притока Суха Журівка; Чичиклія. Для місцевих потреб споруджено більш ніж 150 ставів.
|                                                 |
| Верхів'я річки Великий Куяльник у селі Куяльник |

|              |
| Річка Кодима |

|         |
| Саврань |

|                   |
| Став біля Піщаної |

|                               |
| Річка Ягорлик в селі Довжанка |

|                       |
| Окнянське водосховище |

|                        |
| Флоринське водосховище |

|                                    |
| річка Тростянець, притока Ягорлика |

Корисні копалини: пісок, глина (2 кар'єри загальною площею 10,4 га, Балтське глинище — 5,9 га та Пужайківське глинище — 4,5 га).
Територія району — за своїм географічним місцезнаходженням характеризується помірно-континентальним кліматом. Тепловий режим сприяє для вирощування озимої пшениці, цукрового буряка, кукурудзи, соняшнику та інших районованих сільськогосподарських культур. Район належить до добре зволожуваного водного режиму. Максимум опадів припадає на вегетаційний період. В районі є запаси глини і будівельного піску. Переважають чорноземи.
З ґрунтів найпоширеніші чорноземи (91 % від площі району), темно-сірі опідзолені ґрунти, чорноземи опідзолені (центральна та південна смуга). Загальна площа земель державного лісового фонду становить 5132 га, це 18 лісових урочищ. Пересічна температура січня -5 °C, липня +22 °C. Період з температурою понад +10 °C становить 170 днів. Середня норма атмосферних опадів — 445 мм на рік. Максимум припадає на червень-липень; мінімум — на зимовий період. Сніговий покрив нестійкий. Північно-західна частина району лежить у межах недостатньо вологої, теплої, південний-схід — посушливої, дуже теплої агрокліматичної зони.
Територія району лежить на межі лісостепової та степової смуг України; на схилах балок та ярів залишки лучних степів; у балках рідкісні залишки байрачних лісів. Загальна площа природних лісів і штучних лісових насаджень — 23,8 тис. га. Серед деревних порід переважають дуб з домішками клену, граба, ясена, білої акації, терну.

### Охорона природи
У районі задля збереження природних ландшафтів та окремих об'єктів природи створені:
- Даничеве — ландшафтний заказник місцевого значення.
- Бендзарський ліс — ландшафтний заказник місцевого значення.
- Лісничівка — ботанічний заказник місцевого значення.
- Коритнівський — ентомологічний заказник місцевого значення.
- Віковий дуб — ботанічна пам'ятка природи.
- Діброва Лабушна — ботанічна пам'ятка природи.
- Кішево — заповідне урочище.
- Ракуловський парк — пам'ятка садово-паркового мистецтва.

|                 |
| Савранський ліс |

|                 |
| Діброва Лабушна |

|                   |
| Ракуловський парк |

|                   |
| Кішевське урочище |

|            |
| Лісничівка |

|                    |
| Джерело «Слободка» |

## Інфраструктура

### Автошляхи
Через район проходять автошляхи E95 (М05), E584 (М13), Р33, Р54, Р71, Р75 та Т 1621

## Культура
У місті Ананьїв створено і функціонує історико-художній музей, 22 клубні заклади (за часів УРСР 15 будинків культури та 16 сільських клубів), 30 бібліотек (40 за часів УРСР), за часів УРСР діяло 43 кіноустановки. Центральне місце в експозиції художніх робіт історико-художнього музею займають 7 картин українських художників, академіка Є. І. Столиці (інша частина його творчості зберігається в колекціях музею в Будеях та Третьяковській галереї) та Р. М. Палецького. Також, в Ананьєві встановлено пам'ятник українському композиторові і поету-перекладачеві П. І. Ніщинському.
У Балті створено і функціонує Балтський краєзнавчий музей, сільські музеї в селах Саражинка, Кармалюківка, Гольма, Піщана; 31 клубний заклад (за часів УРСР 23 будинки культури та 17 сільських клубів); 40 бібліотек (56 за часів УРСР) із загальним фондом 4,8 млн книжок; за часів УРСР діяло 48 кіноустановок. У районі 17 історичних та архітектурних пам'яток у місті Балта, 9 у селах.
|                                                                                |
| Колишній будинок дворянського зібрання (тепер - Ананьївський будинок культури) |

|                                                           |
| Пам'ятник Ніщинському, Ананьїв, скульптор П. І. Кравченко |

|                                                  |
| Плита на братській могилі євреїв-жертв Холокосту |

|            |
| Лісничівка |

|                    |
| Джерело «Слободка» |

Туристичні об'єкти:
- Історико-краєзнавчий музей в м. Кодима (розташований в споруді 18 століття, колишньому маєтку пана Розенфельда).
- Історико-краєзнавчий музей в с. Серби́.
- Вітряк в с. Будеї.[4]
- Меморіальний музей народного художника Столиці Євгена Івановича в с. Будеї.
- Печера Кармалюка біля с. Загнітків. Штучна печера, що пов'язується з Устимом Кармалюком.
- Храм Св. Івана Богослова в с. Покровка (1911 р.)
- Залізнична станція Любашівка (XIX ст.)
- Меморіал загиблим воїнам в Любашівці
- Долина річки Кодима, де з найдавніших часів селилися люди (трипільські знахідки).
- Пам'ятний знак на місці концтабору, де під час війни знищувались євреї (с. Гвоздавка Друга)
- с. Липецьке — собор святого Архангела Михаїла; «Каса-маре» музей побуту молдован
- с. Казбеки — підземний монастир «Райський сад»
- с. Нестоїта — джерело біля в'їзду в село; Історико-краєзнавчий музей; Спортивний комплекс, сільська рада
- с. Коси — ставок;
- с. Куяльник — будівля школи;
- с. Мала Кіндратівка — меморіальний комплекс
- с. Бочманівка — стела Т. Г. Шевченко

### Освіта

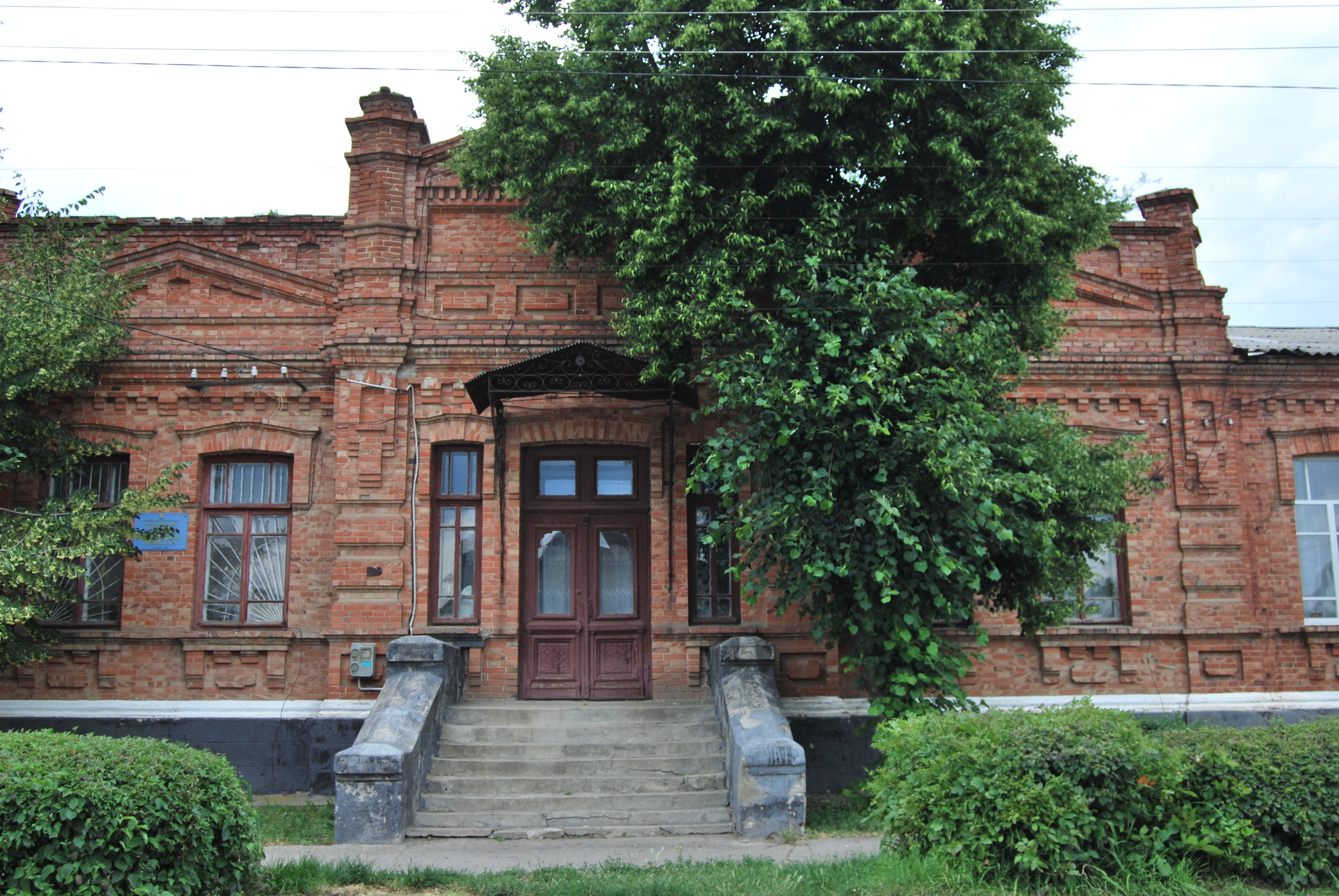
Ананьївський аграрний професійний ліцей

В Ананьїві функціонують державний аграрно-економічний технікум (з 1930 року) в якому навчається 590 студентів, а також аграрний професійний ліцей (з 1934 року), де можна отримати 15 робочих професій та середню освіту. 2896 учнів району навчаються у 22 загальноосвітніх школах, будинку юних техніків, юних натуралістів, будинку дитячої творчості та школі естетичного виховання. У місті Ананьєві реорганізовано школу № 1 і № 2 у навчально-виховний комплекс школу-гімназію та навчально-виховний комплекс школу-ліцей відповідно.
За радянських часів у Балті було створено Балтське педагогічне училище та 2 професійно-технічні. На кінець 1980-х років існувало 42 загально-освітні, 1 музична і 1 спортивна школи.
На території Окнянської громади функціонують 20 загальноосвітніх закладів в яких навчається в 174 класах 2224 учня:
— аграрний ліцей в селі Малаївці;
— НВК (гімназія-ЗОШ) в с-щі Окни;
— 12 НВК (загальноосвітня школа-дошкільний навчальний заклад), в тому числі: 4 НВК (загальноосвітня школа І-ІІІ ступенів-дошкільний навчальний заклад), 5 НВК (загальноосвітня школа І-ІІ ступенів-дошкільний навчальний заклад) і 3 НВК (загальноосвітня школа І ступеня-дошкільний навчальний заклад);
— 1 — загальноосвітня школа І-ІІ ступенів,
— 5 загальноосвітніх шкіл — І-ІІІ ступенів.
На сьогодні в районі забезпечено роботу 8 дошкільних навчальних закладів комунальної власності сільських та селищної рад та 12 дошкільних навчальних закладів у складі НВК. Дошкільною освітою охоплено 799 дітей дошкільного віку.
Діє 2 позашкільних заклади: БДЮТ — 880 вихованців, ДЮСШ — 492 вихованців.
Крім того, функціонує Окнянське відділення "Державний навчальний заклад «Захарівський професійний ліцей», в якому навчається 132 учня. Із 419 педагогічних працівників, які працюють у навчальних закладах району, 312 — вчителів, 83 — вихователів, 24 — педагогічних працівників позашкільних навчальних закладів. З них 283 особи (68 %) мають вищу освіту, 24 особи — базову вищу (6 %), 93 особи — неповну вищу (22 %), 19 — середню освіту (5 %).

### Релігія
|                                     |
| Собор Олександра Невського, Ананьїв |

|                         |
| Успенський собор, Балта |

|                                            |
| Церква Святих Іоакима і Ганни, Гетьманівка |

|                                     |
| Хресто-Воздвиженська церква, Кодима |

|                                  |
| Церква Іоана Богослова, Покровка |

|                                     |
| Свято-Дмитрівська церква, Пужайкове |